# Leigh Ann Ganzar
Leigh Ann Ganzar, née le 8 septembre 1989 à Denver, est une coureuse cycliste professionnelle américaine.

## Biographie
En 2019, lors de la Winston-Salem Classic, au début du dernier tour, Leigh Ann Ganzar attaque. Dans le final, Chloé Dygert et Arlenis Sierra tente de revenir sur la tête, mais Ganzar s'impose.
En 2020, sur la cinquième étape du Tour de l'Ardèche, elle sort du peloton et revient à vingt-cinq kilomètres de l'arrivée sur les échappées. Le peloton reprend le reste du groupe, mais elle se maintient en tête avec Lauren Stephens. Elle remporte l'étape, tandis que Stephens prend la tête du classement général.

## Palmarès sur route

### Par années
- 2019
  - Winston-Salem Cycling Classic
- 2020
  - 5e étape du Tour cycliste féminin international de l'Ardèche

### Classements mondiaux
| Année                                 | 2018 | 2019 | 2020 |
| ------------------------------------- | ---- | ---- | ---- |
| Classement UCI                        | 795e | 132e | 387e |
| UCI World Tour                        | nc   | 141e | nc   |
|                                       |      |      |      |
| Légende : nc = non classéSource : UCI |      |      |      |